# Mindre snyltvägstekel
Mindre snyltvägstekel (Ceropales variegata) är en stekelart som först beskrevs av Fabricius 1798.  Mindre snyltvägstekel ingår i släktet Ceropales, och familjen vägsteklar. Enligt den svenska rödlistan är arten sårbar i Sverige. Arten förekommer i Götaland och Gotland. Artens livsmiljö är jordbrukslandskap.